# Cesare Picchiarini
Cesare Picchiarini (Roma, 1871 – 1943) è stato un vetraio italiano.

## Biografia
Nacque a Roma nel 1871. Apprese l’arte del vetraio nella bottega del padre, in via Pozzo delle Cornacchie. Solerte sperimentatore e attento ai gusti del tempo, iniziò a cimentarsi nella produzione di vetrate policrome e artistiche.  Alla morte del padre ereditò la bottega. Il suo laboratorio rilanciò la vetrata artistica, da anni in declino, ripartendo dalle potenzialità della tecnica artistica classica. Si aprì alla collaborazione di artisti, architetti e decoratori, quali Giulio Cesare Giuliani, Duilio Cambellotti, Vittorio Grassi, Umberto Bottazzi. Il sodalizio produsse opere formalmente coerenti con lo stile liberty del tempo ed ebbe una inconsueta capacità imprenditoriale. Realizzò diverse vetrate artistiche per abitazioni private (nelle quali la vetrata artistica era divenuta una componente d’arredo di lusso del gusto borghese) e per luoghi di culto e dà vita alla [Prima] Mostra della vetrata (14-31 maggio 1912, Roma, Piazza della Chiesa nuova, presso l’ex convento dei Filippini). La mostra, con dodici opere esposte, eseguite da Cesare Picchiarini (detto Mastro Picchio) su cartoni degli artisti del gruppo, ottenne un notevole successo di critica in Italia e all'estero. In questi anni al "Laboratorio Picchiarini" furono commissionate dal principe Giovanni Torlonia le vetrate della Casina delle civette, a Roma: un centinaio, di cui quarantaquattro figurate, eseguite su cartoni dello stesso Picchiarini, di Duilio Cambelotti, di Paolo Paschetto e di Vincenzo Fasolo. Nel dicembre 1921, con il gruppo romano, realizzò la "Seconda mostra della vetrata artistica" nella Sala Adunanze di San Salvatore in Lauro, con diciotto opere esposte. Dal 1924 al 1928 insegnò alla Scuola della Vetrata Artistica, fondata da lui e attiva fino al 1961. Nel 1929 cedette laboratorio, attività e archivio a Giulio Cesare Giuliani. Nel 1931 con Cambellotti, Paschetto, Crema, Grassi, Morbiducci, Pizzo, Foschini, Minozzi e Gerardi creò la S.A.C.A. (Società Anonima Cultori d'Arte) con sede a Palazzo Doria al Collegio Romano, attiva fino al 1937. Si ritirò poi a vita privata, collaborando sporadicamente ad alcuni lavori. I suoi ricordi sono pubblicati nel libro: Tra vetri e diamanti, appunti di mestiere e d’arte (Amatrice, Scuola Tipografica Orfanotrofio Maschile, 1935), importante fonte, non sempre fedele, per la storia della vetrata all'inizio del XX secolo.